# Uspinjača Capri
Uspinjača Capri (tal. Funicolare di Capri) je uspinjača na otoku Capri, u regiji Campania u Italiji. Linija povezuje Marinu Grande na obali s Piazzom Umberto I u središtu otoka. Duga je 670 metara, a uključuje tunel dug 68 metara i vijadukt dugačak 50 metara, dok je visinska razlika 139 metara.
Prugu je izgradio Von Roll i otvorila ju je 1907. godine, a njome upravlja Società Imprese Capri (SIC). Obnovljena je 1958. godine, pri čemu su stari vagoni na četiri kotača zamijenjeni mnogo većim vagonima s okretnim postoljima, a zamijenjena je i oprema za vuču. Daljnjom rekonstrukcijom 1991. ponovo su zamijenjeni automobili i oprema za prijevoz. Linija je prošla četveromjesečnu nadogradnju početkom 2018., s radom koji je uključivao zamjenu motora za namatanje i preuređenje dvaju vagona, što je rezultiralo povećanjem kapaciteta od 20%.
Linijom sada upravlja Società Anonima Imprese Pubbliche e Private Isola di Capri (SIPPIC) i prometuje svakih 15 minuta, ili češće na zahtjev, između 06:30 i 20:30 dnevno. Ima sljedeće parametre:
| Broj zaustavljanja | 2                                    |
| Konfiguracija      | Jednokolosiječna s prolaznom petljom |
| Duljina            | 670 m (2,198 ft)                     |
| Visina             | 139 m (456 ft)                       |
| Maksimalna strmina | 38,6%                                |
| Širina kolosijeka  | 1,000 mm                             |

## Izviri
1. 1 2 3  Cacozza, Marco. Srpanj 2018. Capri funicular reopens. Today's Railways Europe (271). Platform 5 Publishing Ltd. str. 17
2. ↑  The funicular, Capri. ItalyGuides.it. Inačica izvorne stranice arhivirana 25. lipnja 2018. Pristupljeno 25. lipnja 2018.
3. 1 2  La Funicolare di Capri. clamfer.it (talijanski). Inačica izvorne stranice arhivirana 25. lipnja 2018. Pristupljeno 25. lipnja 2018.

## Vanjske poveznice
|  | Zajednički poslužitelj ima još gradiva o temi Uspinjača Capri |